# Vulgarisme
Un vulgarisme (del llatí vulgus, la "població humil"), també dit grolleria, és un col·loquialisme de l'acció d'un personatge desagradable o sense refinar, que substitueix a una paraula grossera i indecorosa la qual en el context pot portar el lector a esperar una expressió més refinada o delicada. Els vulgarismes se suposa que estan relacionats amb motivacions baixes i gruixudes que se suposava de forma estereotipada que havien de ser naturalment endèmiques de les 'classes humils', que no estaven motivades per motius "transcendents" com la fama per a la posteritat i l'honor entre els seus iguals-motius que s'al·legaven per moure a les classes cultes. Així, el concepte de vulgarisme porta càrregues culturals des del principi, i des d'algunes perspectives socials i religioses aquest concepte no existeix realment, o—i potser això ve a ser el mateix—no hauria d'existir.